# Cylindromyia ethelia
Cylindromyia ethelia là một loài ruồi trong họ Tachinidae.